# 維爾興湖
52°4′34″N 14°29′6″E / 52.07611°N 14.48500°E

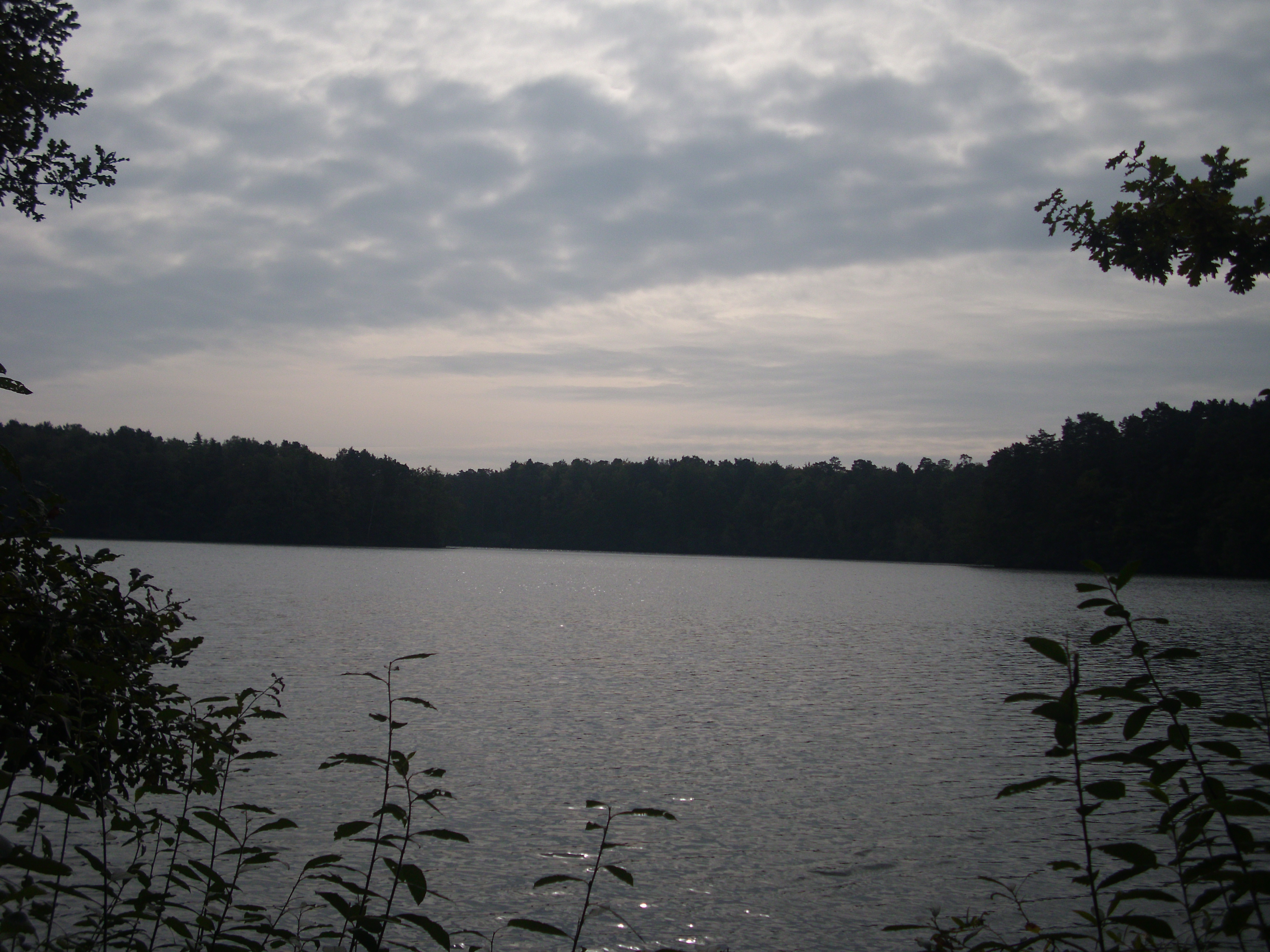

維爾興湖（德語：Wirchensee），是德國的湖泊，位於該國西南部，由勃蘭登堡州負責管轄，處於奧得-施普雷縣，面積0.37平方公里，海拔高度83米，最大水深16米。